# 15-й пехотный полк (Австро-Венгрия)
15-й Галицийский пехотный полк (нем. Galizisches Infanterie-Regiment Nr. 15) — галицийский пехотный полк Единой армии Австро-Венгрии.

## История
Образован в 1701 году. Известен также как 15-й пехотный полк «Барон фон Георги» (нем. Infanterieregiment Freiherr von Georgi Nr.15). Участвовал в австро-турецких и Наполеоновских войнах, Семилетней и Австро-итало-прусской войне, а также в подавлении Венгерского восстания. В разное время покровителями полка были:
- 1846—1890: герцог Адольф Нассауский
- 1890—1905: великий герцог Люксембургский Адольф
- 1906—1912: великий герцог Люксембургский Вильгельм IV
- 1912—1918: барон фон Георги

Полк состоял из 4-х батальонов: 1-й базировался в Тарнополе, 2-й, 3-й и 4-й — в Лемберге. Национальный состав полка по состоянию на 1914 год: 62% — русины, 29% — поляки, 8% — прочие национальности. Полк сражался как на Восточном, так и на Итальянском фронте Первой мировой войны.
В ходе так называемых реформ Конрада с июня 1918 года число батальонов было сокращено до трёх, и 1-й батальон был расформирован.

## Командиры
- 1859—1873: полковник Карл фон Рот[10][11]
- 1873—1879: полковник Юлиус Шивиц фон Шивицхоффен
- 1879: полковник Эмиль фон Йоль[12]
- 1903—1905: полковник Йозеф Антонино
- 1906—1909: полковник Рихард Новак[13]
- 1910—1911: полковник Фридрих, эдлер фон Скала
- 1912—1914: полковник Рудольф Рудель[2]
- ноябрь 1914 — март 1915: Эгидиус Адамович фон Вагштеттен